# 老人性血管腫
老人性血管腫（ろうじんせいけっかんしゅ）、さくらんぼ色血管腫（英: Cherry angioma, Cherry hemangioma）、赤ほくろ（英: Ruby spot）またはキャンベル・ド・モルガン斑（英: Campbell de Morgan Spot）は、皮膚に生じる小さな鮮やかな赤色のドーム状の隆起である。直径は0.5～6mmで、通常は胸部や腕に複数発生し、年齢と共に数が増加する。掻くと出血することがある。
血管の異常増殖を含む無害な良性腫瘍であり、悪性腫瘍ではない。非常に一般的な血管腫であり、加齢と共に増加し、30歳以上のほぼ全ての成人に発生する。老人性血管腫は19世紀のイギリスの外科医キャンベル・ド・モルガンによって初めて報告された。

## 徴候・症状

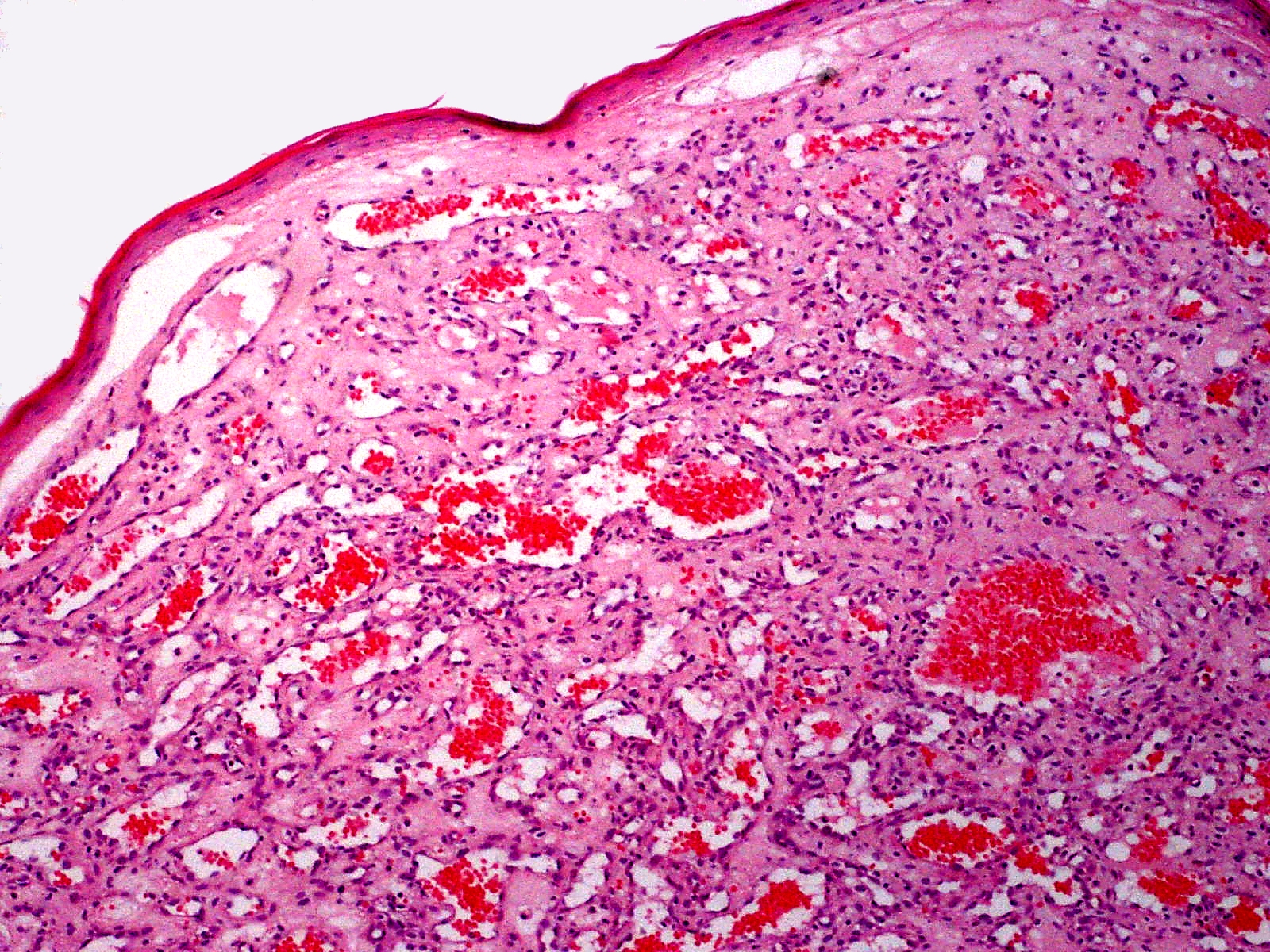
さくらんぼ色血管腫, H&E染色

老人性血管腫では、皮膚表面に毛細血管が集まって小さな丸いドーム（丘疹）を形成しており、その頂部は平らであることもある。色調は鮮やかな赤色から紫色まで様々である。当初は直径が僅か10分の1ミリメートルで、殆ど平坦で、小さな赤い点のように見える。しかしその後、通常は直径約1～2ミリメートルに成長し、時には直径1センチメートル以上にまで成長する。大きくなるにつれて、厚みが増す傾向があり、ドーム状の隆起した丸い形状になる場合もある。複数の血管腫が隣接してポリープ状血管腫を形成することもある。血管腫を構成する血管は皮膚表面に非常に近いため、血管腫が損傷を受けると大量に出血し得る。ある研究では、老人性血管腫の毛細血管の大部分は有窓性で、炭酸脱水酵素活性陽性であることが判明した。

## 原因
老人性血管腫は中年期に多くの人に自然発生するが、若年層にも発生する。また年齢に関係なく、侵攻性の発疹として発生することもある。老人性血管腫が発生する根本的な原因は解明されていない。
老人性血管腫は、血管新生（既存の血管から新しい血管が形成されること）と脈管形成（通常、胚および胎児の発育中に発生する、まったく新しい血管の形成）という2つの異なる機序によって発生する可能性がある。
2010年に発表されたある研究では、制御性核酸が血管の成長を引き起こす蛋白質成長因子を抑制することが明らかにされた。この制御核酸は血管腫の組織サンプルでは低値であり、増殖因子は上昇していたことから、増殖因子の上昇が血管腫を引き起こしている可能性が示唆された。この研究では、老人性血管腫ではマイクロRNA 424の存在量が正常皮膚に比べて大幅に低下しており、その結果MEK1とサイクリンE1の蛋白質発現が上昇していることが発見された。正常な内皮細胞でmiR-424を阻害することで、老人性血管腫の発症に重要な内皮細胞の細胞増殖を誘導するMEK1とサイクリンE1の蛋白質発現が増加することが観察できた。また、MEK1とサイクリンE1を低分子干渉RNAの標的とすると、内皮細胞の数が減少することも明らかにされた。
2019年に発表された研究では、GNAQおよびGNA11遺伝子の体細胞変異が多くの老人性血管腫に存在することが同定された。血管腫に見られるこれらの特異的ミスセンス変異は、ポートワイン母斑やぶどう膜黒色腫とも関連している。
老人性血管腫を引き起こすとされる化学物質や化合物には、マスタードガス、2-ブトキシエタノール、臭化物、シクロスポリンなどがある。
血管腫組織中には正常皮膚に比べて肥満細胞が密集している。

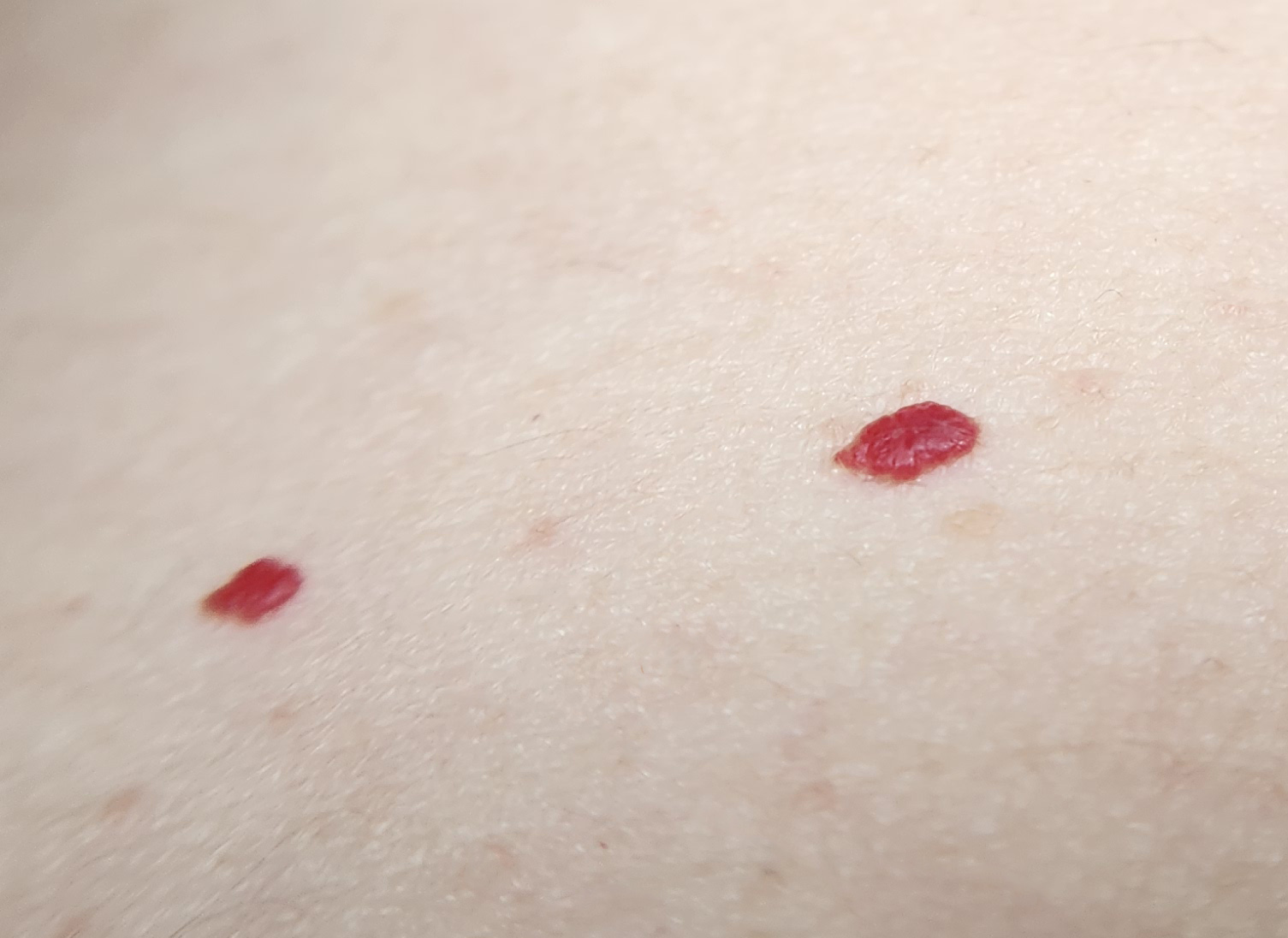
老人性血管腫

## 診断
診断は病変の臨床的外観に基づいて行われる。皮膚鏡で観察すると、特徴的な赤色、紫色または青黒い斑状病変が認められる。
鑑別診断には結節性基底細胞癌、無色素性黒色腫、被角血管腫がある。

## 治療
これらの病変は通常、治療を必要としない。美容的に好ましくない場合や出血を伴う場合は、電気焼灼術（電気メス）で血管腫を切除することがある。電気メスは、電流を流した小さなプローブを用いて組織を破壊する方法である。除去により瘢痕が生じることがある。最近ではパルス色素レーザーまたは強力パルス光（intense pulsed light; IPL）治療も行われている。
将来的には、MEK1とサイクリンE1の局所阻害剤による治療が選択肢となる可能性がある。天然のMEK1阻害剤としてミリセチンがある。

## 予後
殆どの患者において、老人性血管腫の数と大きさは加齢と共に増加する。これらは無害であり、癌とは全く関係がない。発疹性老人性血管腫症は稀に、多中心性キャッスルマン病（MCD）、多発性骨髄腫、その他のリンパ増殖性疾患の前兆として報告される。

## 疫学
1982年の小規模観察研究によると、皮膚科に来院した患者の内、男性56%、女性58%に老人性血管腫が見られた。年齢別に見ると10歳刻み（1～10、11～20、……）で1.0%、13.9%、46.8%、64.5%、73.1%、76.6%、82.7%、79.9%であり、老人性という疾患名に反して全ての年齢層で認められた。
老人性血管腫は人種、民族、性別を問わず発生する。